# Арапов, Пётр Иванович
Пётр Ива́нович Ара́пов (12 [24] февраля 1871 — 21 января 1930, Гатчина) — русский военачальник, генерал-лейтенант, участник Первой мировой войны.

## Биография
Православный. Из потомственных дворян Пензенской губернии. Сын генерал-лейтенанта Ивана Андреевича Арапова (1844—1913) и жены его Александры Петровны Ланской (1845—1919).
В 1890 году окончил Пажеский корпус, откуда выпущен был корнетом в Кавалергардский полк. Произведен в поручики 30 августа 1894 года, в штабс-ротмистры — 9 апреля 1900 года, в ротмистры — 6 декабря 1902 года. В 1895—1900 годах был заведующим офицерской конюшней, в 1901—1902 годах заведовал учебной командой. В 1900 и 1902 годах состоял делопроизводителем Красносельских скачек с барьерами. В 1902—1905 годах командовал 2-м эскадроном Кавалергардского полка, затем был помощником командира полка по хозяйственной части. 6 декабря 1906 года произведен в полковники на вакансию, 6 декабря 1908 года назначен флигель-адъютантом
29 мая 1910 года назначен командиром 2-го лейб-драгунского Псковского полка. 3 марта 1912 года назначен командующим лейб-гвардии Кирасирским Её Величества полком, а 25 марта того же года произведен в генерал-майоры, с утверждением в должности и с зачислением в Свиту.
В августе 1914 года возглавлял свой полк в походе в Восточную Пруссию. 12 ноября 1914 года назначен командиром 2-й бригады 2-й гвардейской кавалерийской дивизии. Пожалован Георгиевским оружием
За то, что с 21 по 29 ноября 1914 года в боях у д. Гомолин, будучи начальником боевого участка и находясь в боевой линии, упорно оборонял, сначала с 10-ю эскадронами и одной конной батареей, а потом с присоединенным одним батальоном 82-го пехотного Дагестанского полка, вверенный ему участок, отбил все настойчивые повторные атаки значительно превосходящих сил противника и не уступил своей позиции до смены.
13 января 1915 года назначен командиром 2-й бригады 1-й гвардейской кавалерийской дивизии, а 9 августа того же года — командиром 1-й бригады той же дивизии. 28 апреля 1916 года назначен командующим Сводной гвардейской кавалерийской дивизией, 27 июня того же года — командующим 3-й гвардейской кавалерийской дивизией. 
В 1916 году получил тяжёлую контузию и был вынужден выйти в отставку. 2 апреля 1917 года произведен в генерал-лейтенанты.
В сентябре 1918 года, во время Красного террора, был взят в заложники, но отпущен. Умер в 1930 году в Гатчине. Похоронен на гатчинском Новом кладбище.

## Семья
Был женат на Александре Андреевне, урожденной баронессе Майдель (1880—1944). Их дети:
- Иван (1906—1941)
- Мария (1900—1985)
- Александра (1911—1919)

## Награды
- Орден Святого Станислава 3-й ст. (1903)
- Орден Святой Анны 3-й ст. (1905)
- Орден Святого Станислава 2-й ст. (1908)
- Орден Святой Анны 2-й ст. (1911)
- Орден Святого Владимира 3-й ст. (1913) с мечами (1915)
- Георгиевское оружие (ВП 05.05.1915)
- Орден Святого Станислава 1-й ст. с мечами (ВП 17.08.1915)
- Орден Святой 1-й ст. с мечами (ВП 18.08.1915)
- Орден Святого Владимира 2-й ст. с мечами (ВП 03.11.1915)

## Воспоминания современников
Князь Владимир Сергеевич Трубецкой, служивший в лейб-гвардии Кирасирском Её Величества полку, описал Петра Ивановича в своих «Записках кирасира»:

Командиром полка в то время был только что назначен вместо анекдотического Бернова новый бравый свитский генерал Петр Иванович Арапов — хороший и понимающий своё дело начальник, большой барин, отличный кавалерист, страстный любитель и тонкий знаток лошадей. На потрясающей огненной кобыле галопом подъезжал он к полку, встречавшему своего командира бряцанием обнажаемого оружия и звуками полкового марша, играть который полагалось при встречах больших начальников. Барским голосом здоровался Арапов поочередно с каждым эскадроном, бросая на ходу короткие начальнические замечания, вроде: «Корнет такой-то, возьмите свою лошадь в шенкеля!», или «Ротмистр такой-то, как у вас выровнен четвертый взвод?!» С каждым эскадроном генерал здоровался по-разному. Для каждого эскадрона у него были особые интонации голоса: «Здорово молодцы эскадрона Ея Величества!», бросал он грубым баритоном. «Здорово, второй!» — выкрикивал он особенно отрывисто и небрежно. «Здорово молодцы штандартного!» — чеканил он уже совсем иным макаром, как бы тенорком, и, наконец: «Здор-р-р-рово чет-вер-р-р-тый!» — рявкал он раскатисто и громоподобно, видимо, находя в этом разнообразии приветствий особый, чисто строевой шик и, несомненно, удовольствие. Генерал был мужчина плотный, круглолицый, имел изломанный короткий нос — результат давнишнего падения с коня. Он носил коротко подстриженные седеющие усики и имел привычку осанисто подбочениваться. Генерал был великолепен и, по-видимому, это сознавал.